# 겐나디 게라시모프
겐나디 이바노비치 게라시모프(러시아어: Генна́дий Ива́нович Гера́симов, 1930년 3월 3일~2010년 9월 14일)는 소련과 러시아의 외교관이다.

## 생애
소련의 마지막 포르투갈 대사였으며, 1990년부터 1995년까지 초대 주포르투갈 러시아 대사를 지냈다. 이전에는 소련공산당 서기장 미하일 고르바초프의 외교 담당 대변인이었고, 소련 외무상 에두아르드 셰바르드나제의 공보 비서였다.
그는 고르바초프의 바르샤바 조약기구 회원국들에 대한 불개입 정책과 관련하여 시나트라 독트린이라는 표현을 만든 것으로 유명하다. 1987년 미하일 고르바초프가 프라하를 방문했을 때 프라하의 봄과 페레스트로이카의 차이점이 무엇이었느냐는 질문에 게라시모프는 "21년이라고 대답했다.
그는 1990년 전미 정부 통신사 협회(NAGC)로부터 올해의 통신사로 인정받았다.
한국과 소련의 수교 작업에 있어서 세바르드나제 외무부 장관과 함께 활동한 인물이다. 외무부 대변인 시절 소련은 북한에게 영향력을 행사할 수 없다고 발언한 적이 있다. 게라시모프는 북한을 방문하여 휴전선 인근을 방문한 적이 있다.